# La nuova colonia
La nuova colonia est une pièce de théâtre de Luigi Pirandello, écrite entre les mois de mai et juin 1926 et créée le 24 mars 1928 au Teatro Argentina de Rome.

## Création française
La création en France de la pièce La nuova colonia a eu lieu le 21 octobre 1977 au Nouveau Carré Silvia Monfort, à Paris
- Mise en Scène : Anne Delbée
- Traduction : Mine Barral-Vergez
- Costumes : Mine Barral-Vergez
- Musique : Bruno Bontempelli
- Personnages et interprètes :
  - La Spera : Silvia Monfort
  - Mita : Valérie Quennessen
  - La Dia : Annick Ruaudel
  - Nela : Catherine Cark
  - Currao : Raoul de Manez
  - Crocco : Robert Etcheverry
  - Tobba : Robert Vattier
  - Patron Nocio : Jean-Claude Dreyfus
  - Doro : Yves Coudray
  - Papia : Murray Cronwall
  - Fillico : Guy Mairesse
  - Bunamia : Maxime Dufeu
  - Ciminudu : Stéphane Dansse
  - Osso-di-Seppia : Philippe Boudet
  - Nuccio d'Alagna : Martin Trévières
  - Filaccione : Jean Winigen
  - Deux hommes : Stéphane Machard et Michel Baumann
- La pièce La nuova colonia a été diffusée le vendredi 18 août 1978 à 21 h 50, sur la première chaîne de télévision française, en différé du Nouveau Carré Silvia Monfort, réalisation de Patrick Bureau[2].